# Стришув (гміна)
Гміна Стришув (пол. Gmina Stryszów) — сільська гміна у південній Польщі. Належить до Вадовицького повіту Малопольського воєводства.
Станом на 31 грудня 2011 у гміні проживало 6796 осіб.

## Площа
Згідно з даними за 2007 рік площа гміни становила 46.05 км², у тому числі:
- орні землі: 62.00%
- ліси: 28.00%

Таким чином, площа гміни становить 7.13% площі повіту.

## Населення
Станом на 31 грудня 2011:
| Опис     | Загалом | Загалом | Чоловіки | Чоловіки | Жінки | Жінки |
| -------- | ------- | ------- | -------- | -------- | ----- | ----- |
| одиниця  | осіб    | %       | осіб     | %        | осіб  | %     |
| все      | 6796    | 100     | 3337     | 49.10    | 3459  | 50.90 |
| міське   | 0       | 100     | 0        |          | 0     |       |
| сільське | 6796    | 100     | 3337     | 49.10    | 3459  | 50.90 |

## Сусідні гміни
Гміна Стришув межує з такими гмінами: Будзув, Вадовиці, Зембжице, Кальварія-Зебжидовська, Лянцкорона, Мухаж.